# Битва на Крокусовому полі
Битва на Крокусовому полі (грец. Μάχη του Κρόκιου Πεδίου), також відома як Битва при Воло — битва доби Третьої священної війни між фокейцями та Македонією, яка відбулась 353 або 352 до н. е.

## Основні події
Коли здавалося, що поразка Беотійського союзу, керованого Фівами, стала неминучою, у війну втрутився Філіпп ІІ Македонський. Він не бажав змиритися з поразкою, якої йому завдав попереднього року фокейський полководець Ономарх. Філіпп знову вдерся у Фессалі, що змусило тиранів міста Фери вчергове закликати на допомогу Ономарха. Відтак останній мав призупинити свій наступ на беотійців.
На шляху між Фермопілами і Ферами, на так званому Крокусовому полі, що у Фессалії, на західному узбережжі Пагасетійської затоки, Філіпп, який не міг допустити з'єднання ферських тиранів із армією Ономарха, зустрів фокідян. Філіпп мав 3 тисяч вершників проти 500 у Ономарха, піхоти у кожного було порівну, приблизно по 20 тис. чоловік. Саме завдяки шестикратній перевазі у кінноті Філіпп домігся рішучої перемоги над Ономархом.

## Підсумки
Головним підсумком битви стало подальше об'єднання Фессалії в один союз, довічним головою проголошується Філіпп Македонський. Понад 6 тисяч фокідян загинуло в цій битві, загинув і сам Ономарх, а його труп за наказом Філіппа розіп'яли на хресті У полон потрапило близько 3 тисяч фокідян. Усіх полонених Філіпп наказав втопити в морі як святотатців.

## Цікаві факти
Згідно з переказом, у день перемоги македонської армії при Крокусовому полі народилась дочка Філіппа Фессалоніка, чиє ім'я походить від злиття двох слів Фессалія та Нікі (грец. Θεσσαλοί + Νίκη, тобто Фессалія + перемога). Від імені Фессалоніки свою назву отримало місто Салоніки.